# L'Ère du soupçon
L'Ère du soupçon, sous-titré Essais sur le roman, est un recueil de quatre essais de Nathalie Sarraute, publié en 1956. 
L'ouvrage porte, comme l'indique le sous-titre, sur le roman. Il s'inscrit dans la mouvance du Nouveau roman.

## Titres des essais du recueil
La liste ci-dessous précise la date de parution initiale de l'essai avant sa reprise dans L'Ère du soupçon :
- De Dostoïevski à Kafka, d'abord paru dans la revue Temps modernes, en octobre 1947 ;
- L'ère du soupçon, d'abord paru dans la revue Temps modernes, en février 1950 ;
- Conversation et sous-conversation, d'abord paru dans la N.R.F. (Nouvelle Revue française), en janvier-février 1956 ;
- Ce que voient les oiseaux, achevé en janvier 1956.

## Quatrième de couverture
La quatrième de couverture indique :
 Un soupçon pèse sur les personnages de roman. Le lecteur et l'auteur en sont arrivés à éprouver une méfiance mutuelle. Depuis Proust, Joyce et Freud le lecteur en sait trop long sur la vie psychologique. Il a tendance à croire qu'elle ne peut plus être révélée, comme au temps de Balzac, par les personnages que lui propose l'imagination de l'auteur. Il leur préfère le « fait vrai ». Le romancier, en revanche, est persuadé qu'un penchant naturel pousse le lecteur à trouver, dans un roman, des « types », des caractères, au lieu de s'intéresser surtout à cette matière psychologique anonyme sur laquelle se concentrent aujourd'hui les recherches de l'auteur. Aussi celui-ci s'acharne-t-il à supprimer les points de repère, à « dépersonnaliser » ses héros.